# فرانك هاميلتون شورت
فرانك هاميلتون شورت (بالإنجليزية: Frank Hamilton Short)‏ هو محامي أمريكي، ولد في 12 سبتمبر 1862، وتوفي في 5 يونيو 1920.